# Bruno Álvarez Valdez
Bruno Álvarez Valdez es una comunidad localizada en el municipio de Nuevo Laredo en el estado mexicano de Tamaulipas. Según el censo INEGI del 2010, Bruno Álvarez Valdez tiene una población de 1.714 habitantes. Esta  a una altitud de 141 metros sobre el nivel del mar.